# Modern Art Oxford
Modern Art Oxford est une galerie d'art fondée en 1965 à Oxford, en Angleterre. De 1965 à 2002, elle s'appelait The Museum of Modern Art, Oxford.
La galerie présente des expositions d'art moderne et contemporain et a une réputation nationale et internationale pour la qualité des expositions, des projets et des commandes, qui sont soutenus par un programme d'apprentissage et d'engagement avec un public de plus de 100 000 visiteurs chaque année. Financé principalement par l'Arts Council England, de nombreuses expositions, événements, activités et ateliers sont gratuits pour les visiteurs.

## Histoire
Les locaux de Modern Art Oxford, situés au 30 Pembroke Street, à Oxford ont été conçus par l'architecte Harry Drinkwater et construits en 1892 comme  magasins pour la brasserie Hanley's City.
La galerie est fondée par l'architecte Trevor Green en 1965. Grâce au financement du Conseil des arts de Grande-Bretagne, la galerie a survécu en tant que lieu d'expositions temporaires. Il était largement connu sous le nom de MoMA Oxford, similaire à d'autres espaces internationaux d'art moderne tels que le MoMA à New York.
La galerie est rebaptisée "Modern Art Oxford" en 2002. Adrian Searle du Guardian a commenté : « Peut-être que la partie musée n'a jamais été là que pour embrouiller les touristes et convaincre l'universitaire chic d'Oxford que l'art moderne méritait d'être pris au sérieux.

## Expositions et spectacles remarquables
Parmi les artistes qui ont été exposés figurent Richard Long (1971), Sol LeWitt (1973), Joseph Beuys (1974), Andrew Logan (1991), Donald Judd (1995), Marina Abramović (1995), Carl Andre (1997) et Yoko Ono (1997).
Depuis le changement de nom de la galerie, les expositions les plus notables sont :
- Tracey Emin : This Is Another Place (novembre 2002 - janvier 2003) : marque la réouverture de Modern Art Oxford et est sa première exposition solo britannique depuis 1997[7]. L'exposition contenait des dessins[5], des eaux-fortes, des films, des œuvres au néon telles que Fuck off and die, you slag et des sculptures dont une jetée en bois à grande échelle, appelée Knowing My Enemy[5].
- Jake et Dinos Chapman : The Rape of Creativity (avril – juin 2003) : les artistes ont acheté une collection de 80 gravures de Goya et les ont systématiquement défigurées[8]. La BBC[9] et le Daily Telegraph ont évalué la performance[10].
- Stella Vine (juillet - septembre 2007) : une exposition personnelle majeure du peintre Britart (Young British Artists) comprenant plus de 100 peintures et un essai de catalogue de Germaine Greer[11],[12].